# L'Infiestu
L'Infiestu är en kommunhuvudort i Spanien.   Den ligger i provinsen Province of Asturias och regionen Asturien, i den norra delen av landet, 400 km norr om huvudstaden Madrid. L'Infiestu ligger 168 meter över havet och antalet invånare är 8 389.
Terrängen runt L'Infiestu är huvudsakligen kuperad. L'Infiestu ligger nere i en dal. Runt L'Infiestu är det ganska glesbefolkat, med 28 invånare per kvadratkilometer. Närmaste större samhälle är Villaviciosa, 15,6 km norr om L'Infiestu. Omgivningarna runt L'Infiestu är en mosaik av jordbruksmark och naturlig växtlighet.